# Бессточная область

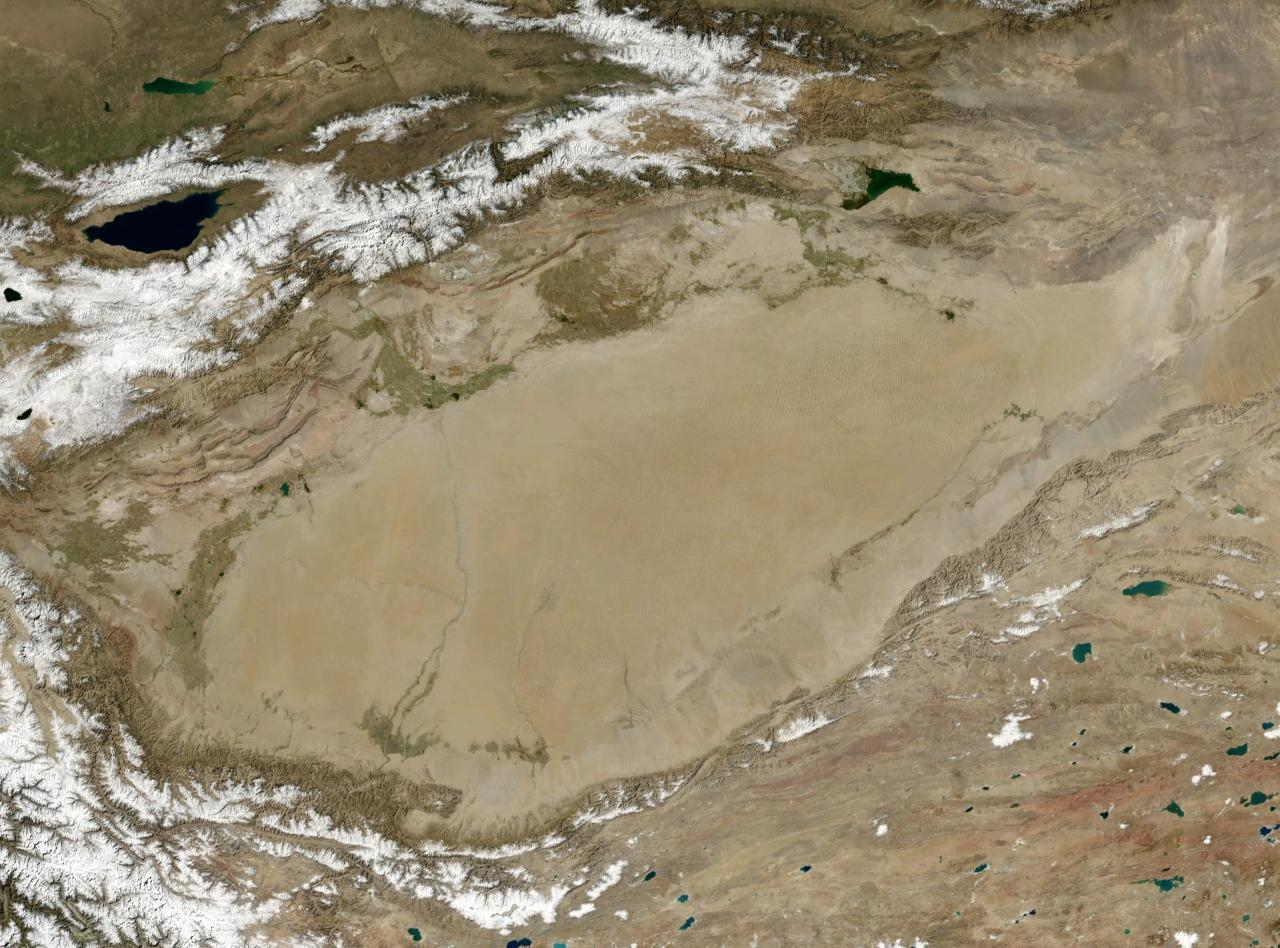
Спутниковая фотография бессточного Таримского бассейна

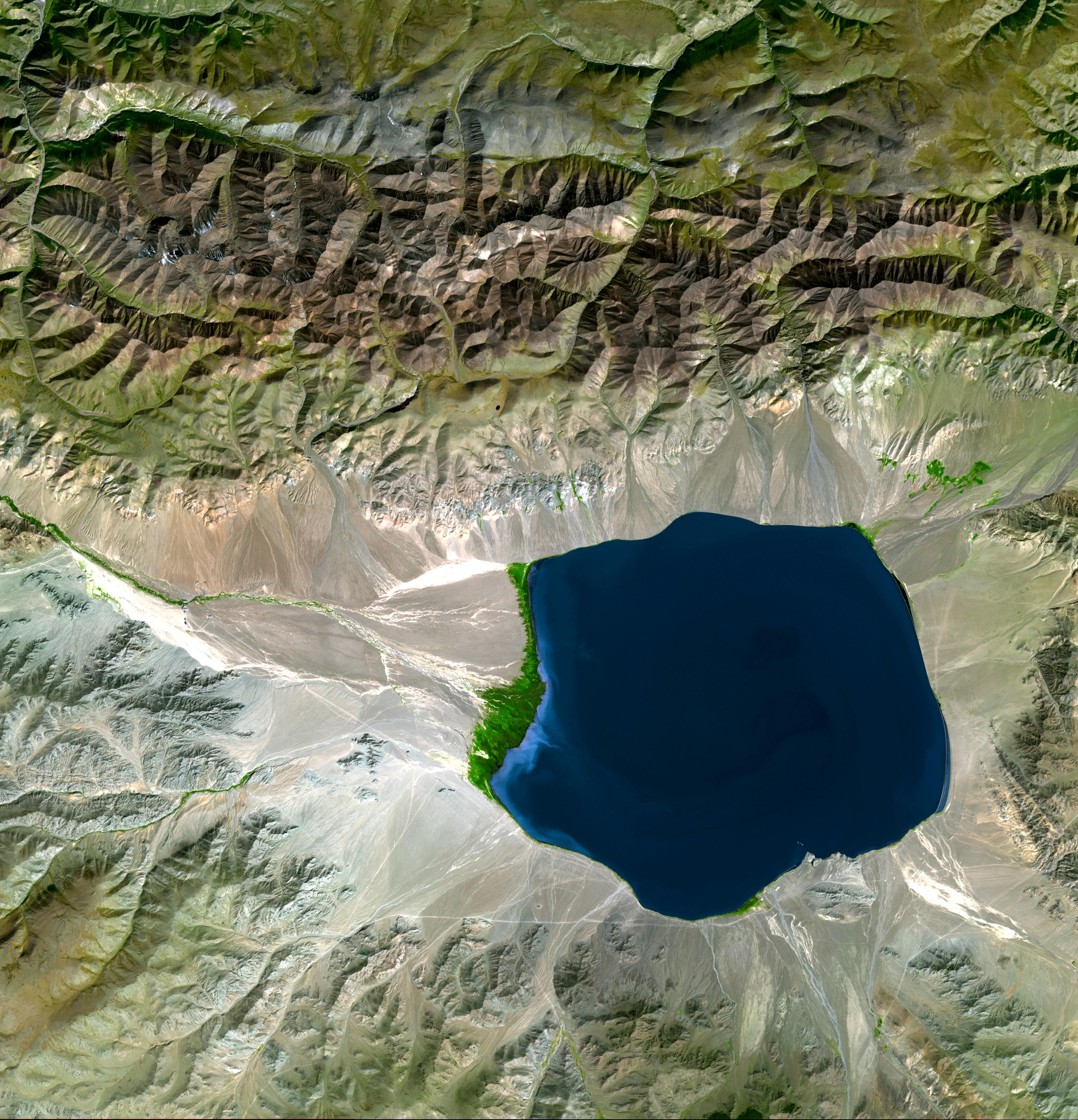
Бессточное озеро Уурэг-Нуур

Бессто́чная о́бласть — часть суши, не имеющая связи через речные системы с Мировым океаном. Речной бассейн, расположенный внутри такой области, называется бессточным или замкнутым бассейном. Дно такого бассейна, как правило, занимает бессточное озеро, не имеющее поверхностного стока или подземного отвода воды в соседние водосборы. Такие озёра являются солёными или даже высохшими солончаками.
Влага, возникающая в результате дождей или других осадков, выпадающих в бессточной области, может покинуть бассейн только через испарение или просачивание. Наиболее часто бессточные озера расположены в бессточных областях степной и полупустынной зон, а также в областях сплошного распространения многолетнемерзлых пород. Наиболее крупные бессточные области находятся в Африке и Азии. Суммарная площадь всех бессточных областей составляет около 18 % всей суши.

## Распространение
Бессточные области могут возникать в любом климате, но большая их часть расположена в горячих пустынях. В регионах с большим количеством осадков водная эрозия (особенно во время наводнений) создаёт каналы сквозь географические барьеры, отделяющие бессточную гидрологическую систему. Вероятно, что Чёрное море являлось такой изолированной системой до того, как барьер, разделявший его и Средиземное море, был прорван.
Бессточные регионы обычно располагаются глубоко внутри континентов. Их границы проходят по горам и другим геологическим объектам, которые отделяют их от океанов. Поскольку вода может уходить только через испарение или просачивание, то в бессточных областях идёт процесс накопления минералов и других продуктов, из-за чего вода в результате становится солёной, а весь бассейн — сильно чувствительным к загрязнениям. Число бессточных областей на каждом из континентов различно и определяется географическими и климатическими условиями. В Австралии бессточные регионы составляют 18 % от общей территории, в Северной Америке — всего 5 %. Около 18 % всей площади суши принадлежит бессточным областям, крупнейшие из которых расположены в Азии.
В пустынях испарение может идти интенсивнее, чем поступление новой воды, из-за чего невозможно формирование полноценного речного бассейна. Приносимые водой минералы после её испарения откладываются, что приводит к образованию солончаков. Эти области бывают настолько велики, что их твёрдая плоская поверхность иногда используется в качестве взлётно-посадочных полос или для установления рекордов скорости на земле.
Бессточные области могут быть образованы как постоянными, так и сезонными бессточными озёрами. Некоторые области настолько стабильны, что изменения климата (уменьшение количества осадков) препятствуют образованию озера. Большая часть постоянных бессточных озёр с течением времени могут изменяться в размере и форме, становясь меньше или разделяясь на несколько частей в период засухи. В ходе освоения человеком ранее незаселённых пустынных регионов, питающие внутренние озёра реки изменяются плотинами и водопроводами. В результате объём многих бессточных озёр в развитых и развивающихся странах сильно уменьшился, из-за чего в них повысилась концентрация солей и загрязняющих веществ, что привело к нарушениям их экосистем.

## Крупные бессточные бассейны и озёра

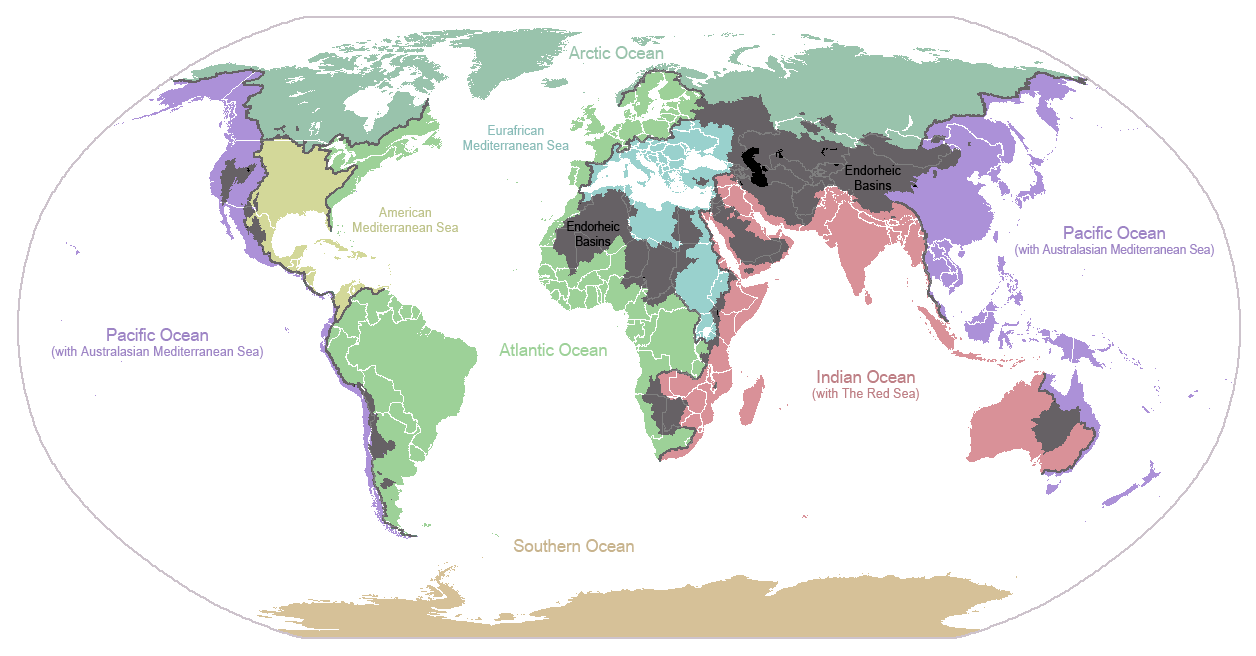
Основные бессточные бассейны планеты отмечены серым цветом, бессточные озёра — чёрным.

### Антарктика
Бессточные озёра в Антарктиде расположены в сухих долинах Мак-Мёрдо и в районе земли Виктории.
- Озеро Дон-Жуан в долине Райт питается подземными водами от каменного глетчера, не замерзает.
- Озеро Ванда в долине Райт круглый год покрыто льдом, края которого подтаивают в летнее время, что даёт возможность реке Оникс (самая длинная река в Антарктиде) втекать в озеро. Озеро является гипергалинным (пересоленным) и имеет глубину 70 м.
- Озеро Бонни в долине Тейлора покрыто льдом круглый год и питается ледниковыми водами. Его уникальная ледниковая история привела к расслоению — солёная вода оказывается около дна, пресная — у поверхности.
- Озеро Хоар в долине Тейлора — наиболее пресное из всех озёр Сухих долин, питающееся в основном от ледника Канада. Озеро покрыто льдом, который в летний период подтаивает, образуя ров с водой.
- Озеро Фрикселл находится в долине Тейлора рядом с морем Росса. Озеро покрыто льдом и питается многочисленными талыми водами примерно 6 недель в году. Солёность озера увеличивается с глубиной.

### Азия

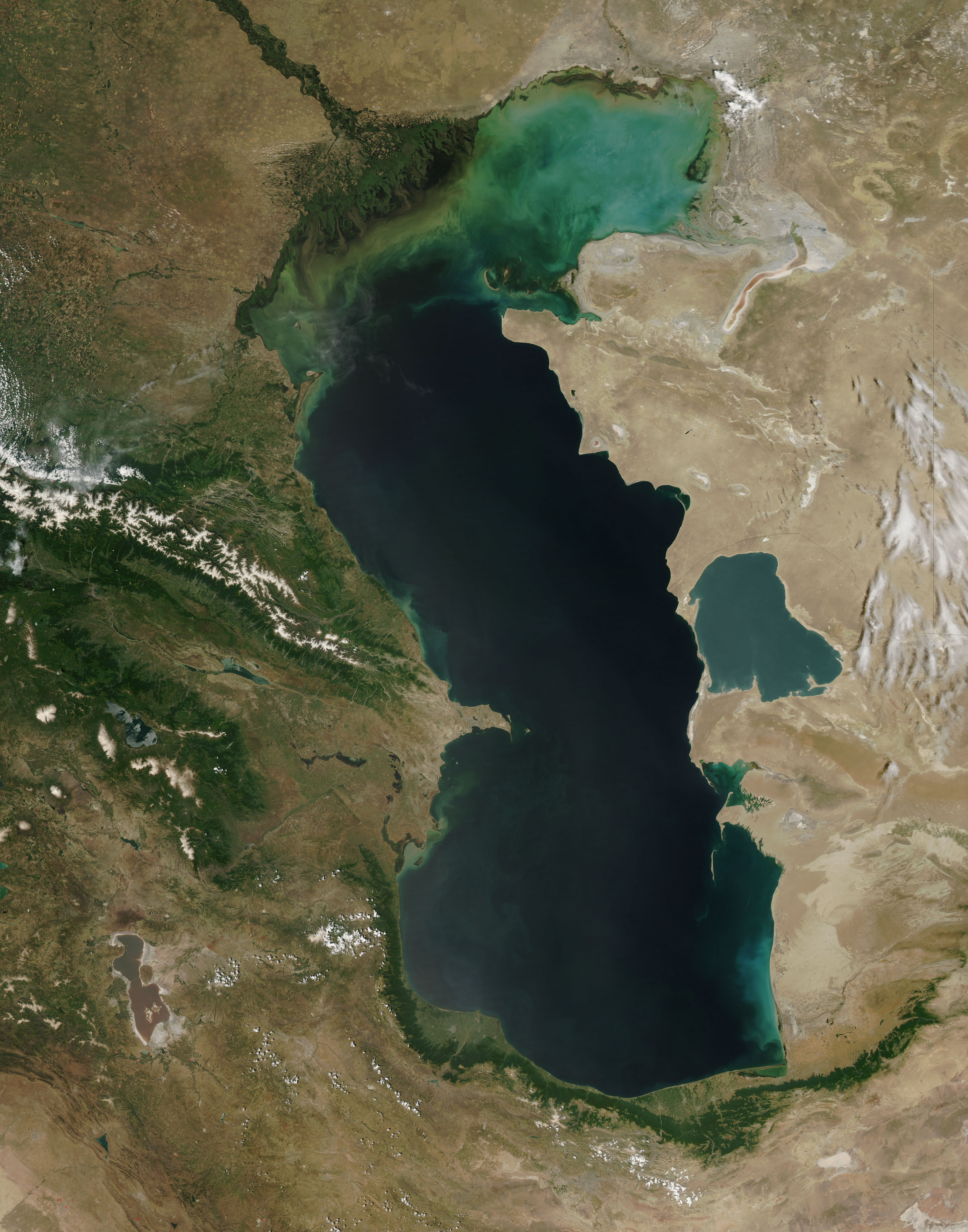
Каспийское море — гигантский внутренний бассейн, расположенный на границе Европы и Азии

Большая часть западной и центральной Азии является одним большим внутренним бассейном.
- Центрально-Азиатский внутренний бассейн — крупнейший из трёх бассейнов на территории Монголии.
- Каспийское море — крупнейший на Земле замкнутый водоём. Большая часть восточноевропейского бассейна Волги также принадлежит этому бассейну.
- Аральское море, притоки которого были использованы в промышленных целях, что привело к существенному пересыханию озера. Экологическая катастрофа привлекла внимание общественности к состоянию бессточных бассейнов.
- Озеро Балхаш в Казахстане.
- Система озер Алаколь, в которую входят озера Сасыкколь, Жаланашколь и Уялы в восточной части Балхаш-Алакольской котловины вблизи Джунгарских ворот.
- Бассейн озера Тенгиз в западной части Сары-Арка. В отдельные годы часть стока переливается в Ишим — то есть внутренний бессточный бассейн частично соединяется с бассейном Северного Ледовитого океана.
- Озёра Иссык-Куль и Чатыр-Куль в Кыргызстане.
- Систанский бассейн, расположенный на территории Ирана и Афганистана.
- Таримский бассейн (исторически, бассейн озера Лоб-Нор), расположенный на крайнем западе Китая.
- Цайдамский бассейн, в провинции Цинхай на западе Китая.
- Бассейн озера Кукунор, в провинции Цинхай на западе Китая.
- Бассейн Джунгарской равнины в Восточном Туркестане, центром которого является озеро Эби-Нур.
- Бассейн Убсу-Нур, расположенный в Монголии и российской республике Тува.
- Мёртвое море — самая низкая точка поверхности суши на Земле, а также один из самых солёных водоёмов располагается между Израилем и Иорданией.
- Озеро Ван, расположенное на Армянском нагорье в восточной части Турции.
- Озеро Самбхар в Раджастхане на северо-западе Индии также является бессточным озером.
- Сарыкамышское озеро в северной части пустыни Каракумы на границе Туркменистана и Узбекистана, возникшее в результате сброса части стока Амударьи в Сарыкамышскую котловину.
- Плато Мар-Кюэль на Дальнем Востоке, расположенное в Аяно-Майском районе Хабаровского края.
- Восточная территория Курганской области в Тобол-Ишимском междуречье.

### Австралия

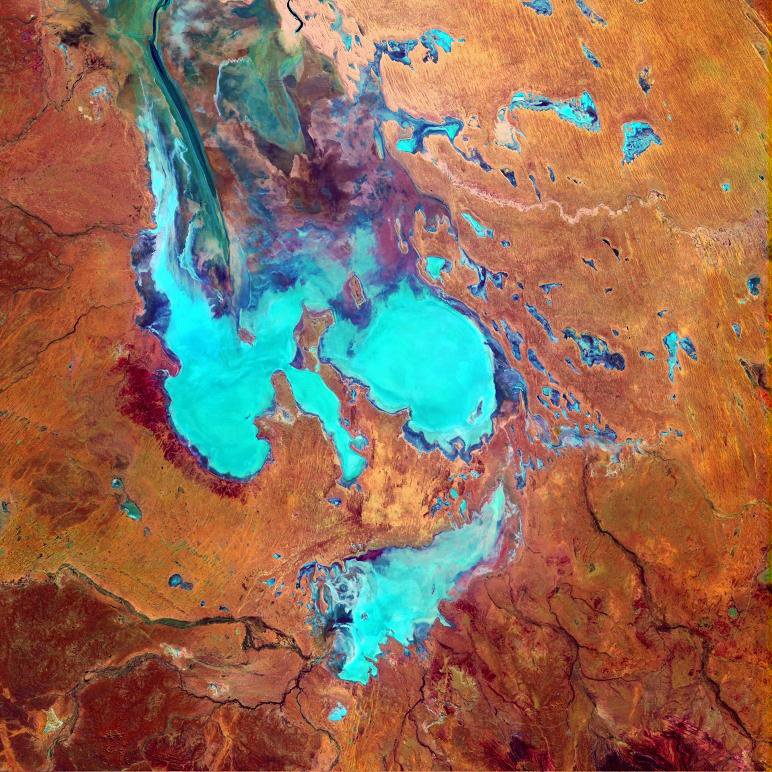
Спутниковая фотография в условных цветах озера Эйр

Австралия отличается сухим климатом, поэтому на её территории расположены множество бессточных бассейнов. Наиболее крупные из них:
- Бассейн озера Эйр, также включает в себя озеро Фром.
- Озеро Торренс, расположенное к западу от хребта Флиндерс в штате Южная Австралия.
- Озеро Корангамит — сильно солёное вулканическое озеро в западной Виктории.
- Озеро Джордж, ранее соединявшееся с бассейном Мюррей-Дарлинг.

### Африка
- Озеро Туркана в Кении.
- Дельта Окаванго — бессточная внутренняя дельта в пустыне Калахари, Ботсвана.
- Озеро Нгами в Ботсване.
- Озеро Чад, расположенное между государствами Чад и Камерун. Питается реками Шари и Логон.
- Солончак Этоша, расположенный в национальном парке Этоша, Намибия.
- Впадина Каттара в Египте.
- Озеро Шотт-Мельгир в Алжире.
- Озеро Чилва в Малави.
- Впадина Афар в Эритреи, Эфиопии и Джибути.

### Европа
- Озеро Нойзидлерзее в Австрии и Венгрии.
- Озеро Тразимено в Италии
- Озеро Веленце в Венгрии
- Озеро Преспа на территории государств Албания, Греция и Республика Македония

Все эти озёра имеют сток, однако через искусственные каналы или через карстовый феномен.

### Северная Америка

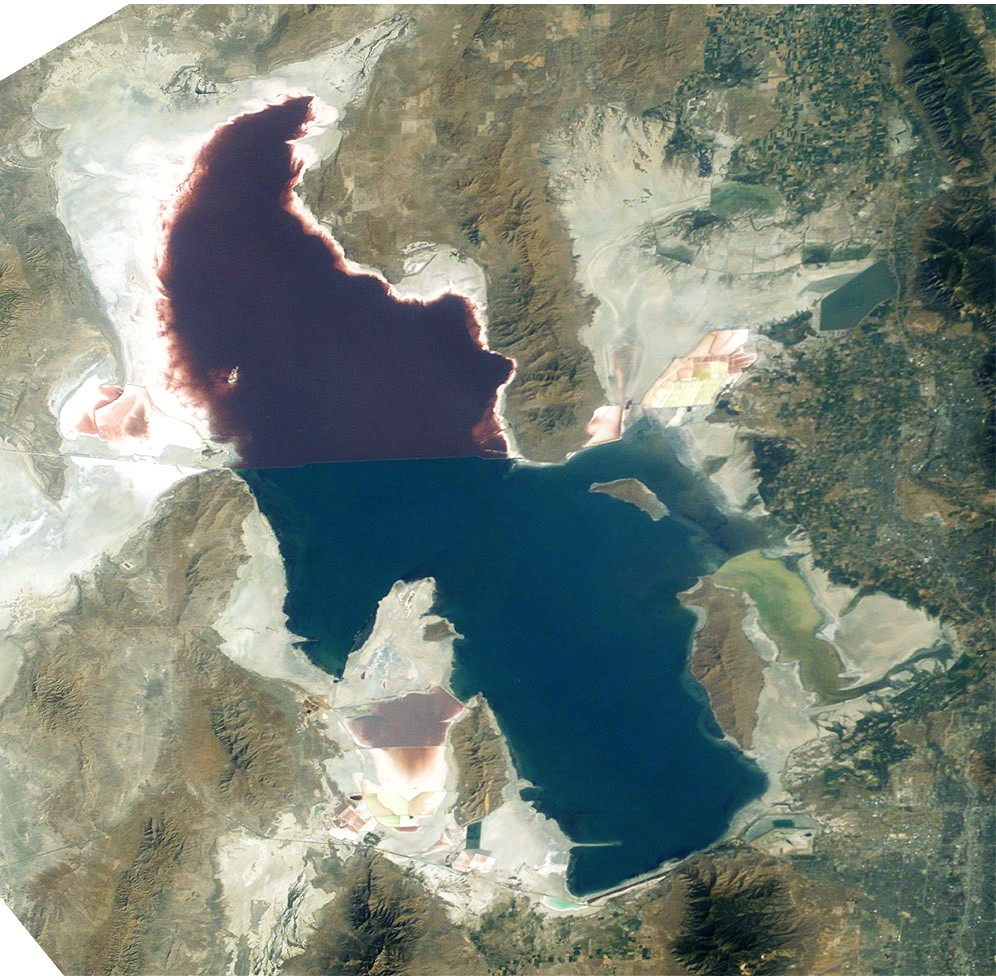
Большое Солёное озеро, спутниковый снимок 2003 года, после 5 лет засухи

- Долина Мехико — в доколумбовские времена долина была покрыта пятью озёрами, включая озеро Тескоко, озеро Шочимилько и озеро Чалько.
- Озеро Крейтер в штате Орегон.
- Большой Бассейн — крупнейший бессточный регион в Северной Америке, в состав которого входят:
  - Пустыня Блэк-Рок
  - Долина Смерти
  - Большое Солёное озеро
  - Озеро Севьер в штате Юта
  - Озеро Пирамид в штате Невада
  - Озеро Моно в штате Калифорния
- Бассейн Гузман, расположенный на юге США и севере Мексики
- Больсон-де-Мапи, расположенный в северной Мексике
- Озеро Атитлан в высокогорьях Гватемалы

### Южная Америка

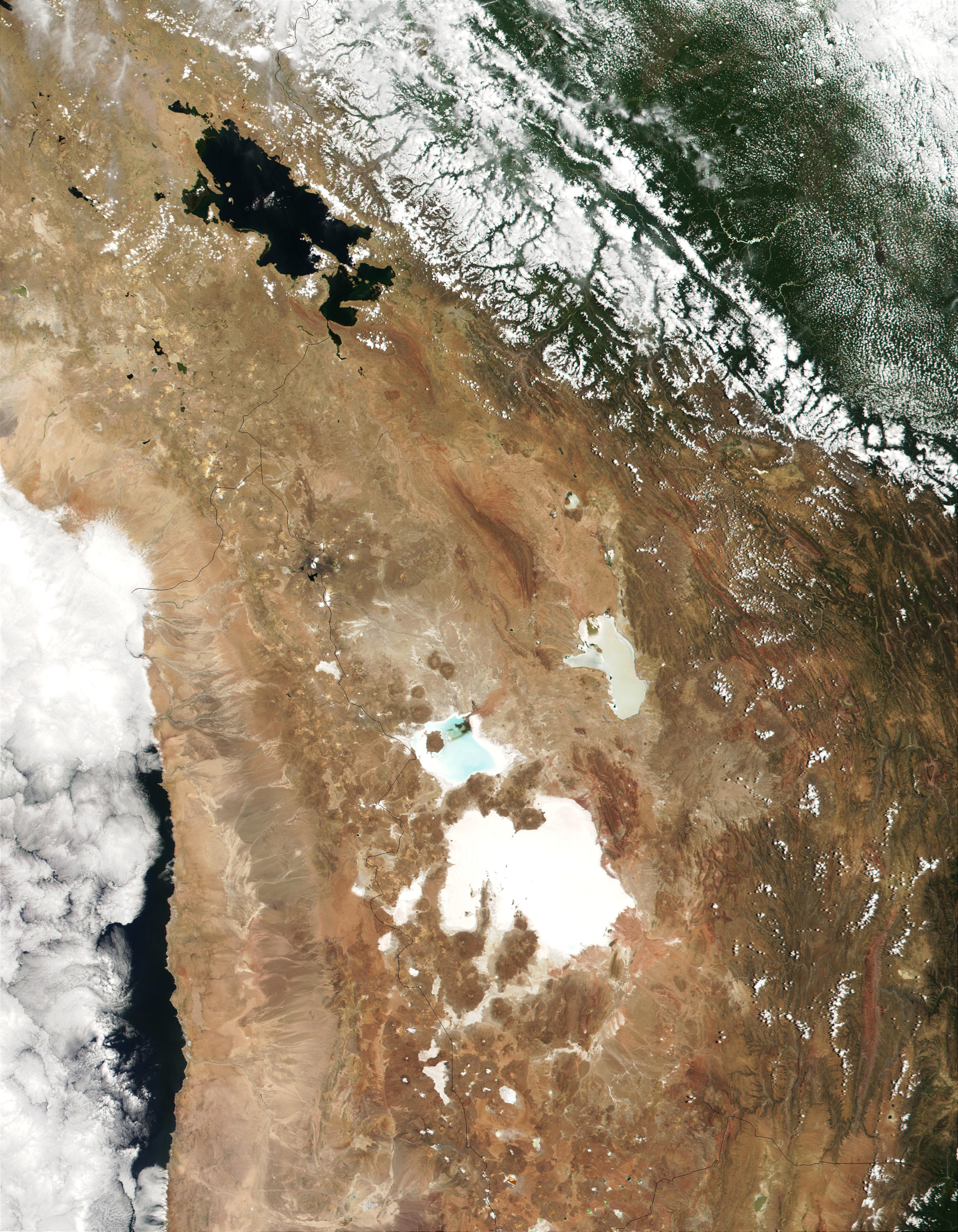
Снимок от 4 ноября 2001 года, включающий озеро Титикака,
солончак Койпаса и солончак Уюни. Все три объекта расположены на территории Альтиплано.

- Бассейн Альтиплано — один из крупнейших и высочайших в мире.
- Озеро Валенсия, второе по величине в Венесуэле.
- Солончак Атакама, расположенный в пустыне Атакама, Чили

### Древние
Некоторые из древних бессточных систем Земли:
- Чёрное море до соединения со Средиземным морем.
- Средиземное море и все его притоки в Мессинский период эпохи миоцена, когда Средиземное море частично испарилось во время мессинского кризиса солёности (примерно 6 млн лет назад).
- Озеро Лахонтан на западе США.
- Бассейны Эбро и Дуэро, которые получали сток большей части рек северной Испании в неогене.
- Озеро Бонневилл на территории штата Юта.